# Spichlerz Miejski w Krakowie

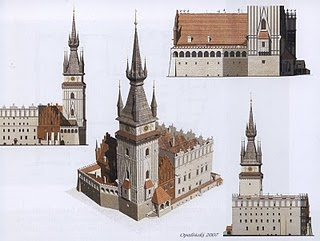
Wieża Ratuszowa, Ratusz Krakowski i Spichlerz Miejski (połowa XVII wieku)

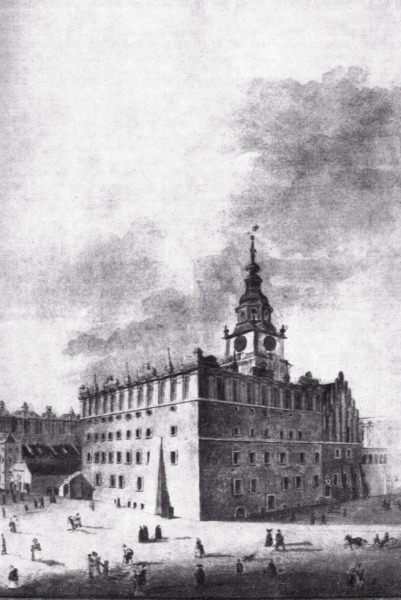
Spichlerz Miejski, za nim Ratusz i Wieża Ratuszowa (XVIII/XIX w.)

Spichlerz Miejski – budynek zlokalizowany na Rynku Głównym w Krakowie, przylegający do budynku ratusza. Wyburzony w 1820.

## Architektura
Spichlerz był dwa razy większy od ratusza i w przeciwieństwie do niego był koloru jasnego. Miał attykę pokrytą malaturami z wizerunkami królów. W podziemiach spichlerza znajdowała się Piwnica Świdnicka.

## Historia
Budynek, pierwotnie zbudowany w latach 1561–1563 przez Stanisława Flaka i Włocha Antoniego, był kilkakrotnie przebudowywany, między innymi po pożarze w 1555 do spichlerza wcielono XIV-wieczne budynki: Dom Notariusza i Dom Ławników. Budynek został ostatecznie ukształtowany w latach 1632–1636. Spichlerz wyburzono w 1820. W latach 1943–1944 zniszczono część piwnic dawnego spichlerza, budując tam zabezpieczenie przeciwpożarowe Starego Miasta. Niemieccy okupanci opracowali wtedy plany odbudowy spichlerza i połączenia go z Sukiennicami, których nie zrealizowali.